# Сенді Дуглас
Олександр Шафто «Сенді» Дуглас CBE (англ. Alexander Shafto «Sandy» Douglas; 21 травня 1921 — 29 квітня 2010) — британський професор інформатики, якому приписують створення першої графічної комп'ютерної гри OXO, комп'ютерної гри «Хрестики-нулики» в 1952 році на комп'ютері EDSAC у Кембриджському університеті..

## біографія

### Раннє життя
Дуглас народився 21 травня 1921 року в Лондоні . У віці восьми років його родина переїхала на Кромвель-роуд, неподалік від того, що згодом стане Лондонським аеровокзалом.
|  | Поїздка на автобусі № 74 за один старий пенні привела мене до Exhibition Road, звідки я міг поїхати в напрямку Південного Кенсінгтонського вокзалу до офісу мого батька (який все ще там) і майстерні (нині зруйнованої) біля того, що стало Французьким ліцеєм. Крім того, я міг би повернути на північ до Музею науки — подорож, яку я часто відвідував. |

Поїздка на автобусі № 74 за один старий пенні привела мене до Exhibition Road, звідки я міг поїхати в напрямку Південного Кенсінгтонського вокзалу до офісу мого батька (який все ще там) і майстерні (нині зруйнованої) біля того, що стало Французьким ліцеєм. Крім того, я міг би повернути на північ до Музею науки — подорож, яку я часто відвідував.
Під час Бліцу, у 1940—1941 роках, підрозділ внутрішньої охорони Дугласа, рота «C» батальйону Челсі та Кенсінгтона KRRC, мав свій штаб у підвалі Королівської гірничої школи, просто з іншого боку Ексібішн- роуд від музеї. 7 березня 1943 року він був призначений до Королівського інженерного корпусу в званні другого лейтенанта, але пізніше це було виправлено, щоб показати, що він дійсно був призначений до Королівського корпусу зв'язку .

## Кембридж
У 1950 році Дуглас навчався в Кембриджському університеті . У 1952 році, працюючи над здобуттям докторського ступеня, він написав дисертацію, яка зосереджувалася на взаємодії людини з комп'ютером, і йому потрібен був приклад, щоб підтвердити свої теорії. У той час Кембридж був домом для другого комп'ютера зі збереженою програмою, EDSAC або електронного запам'ятовуючого автоматичного калькулятора (першим був «Baby» Манчестерського університету, який запустив свою першу програму 21 червня 1948 року). Це дало Дугласу можливість підтвердити свої висновки, запрограмувавши код для простої гри OXO, де гравець може змагатися з комп'ютером.

## Робота
1953–1957 роки
1953: обраний стипендіатом Трініті-коледжу в Кембриджі, Дуглас проводить рік у лабораторії обчислень Університету Іллінойсу доцентом.
1955: став молодшим стипендіатом Трініті-коледжу. Молодший казначей відповідає за управління будівлями коледжу: розміщення, будівельні роботи, охорона, персонал і загальне обслуговування

#### Leeds
1957: Комп'ютер Leeds Pegasus був встановлений восени 1957 року в каплиці Елдона на Вудхаус Лейн. Дуглас створив комп'ютерну лабораторію Університету Лідса, і саме там він вперше зацікавився застосуванням комп'ютерів у бізнес-проблемах.
|  | Pegasus займає особливе місце в моїй прихильності, оскільки це машина, яку я встановив як центральну університетську машину в закинутій каплиці в Лідсі в 1957 році – вона була відома як Lucifer, для Leeds University Computing Installation (FERranti). Наша дівчина-au pair з Іспанії зробила гарну диявольську ляльку, яка прикрашала машину – напевно, вона вже зникла. |

У червні 1960 року Комітет проректорів і директорів заснував Робочу групу для вивчення створення національної системи прийому до університетів. Дуглас був призначений членом робочої групи для надання порад щодо використання комп'ютерів у цій системі. Раніше він працював у Лідсі з Рональдом Кеєм, який мав стати генеральним секретарем УККА, над «ранньою та примітивною, але успішною спробою запровадити комп'ютерні методи в процедури реєстрації студентів».

#### CEIR
1960: Вийшов на комерційну сферу як технічний директор британської філії CEIR (нині Scientific Control Systems).

#### Leasco
1968: покинув CEIR, щоб ініціювати інтереси компанії Leasco Systems and Research Ltd. у європейському програмному забезпеченні як голова правління.
Дуглас помер уві сні 29 квітня 2010 року від пневмонії .

## Роботи
Професор Дуглас опублікував понад 60 статей з атомної фізики, кристалографії, розв'язування диференціальних рівнянь, комп'ютерного дизайну, програмування та операційних досліджень у суднобудуванні, нафтохімічній промисловості, машинобудуванні та транспорті, а також у поліграфічній промисловості.
- Комп'ютери та суспільство: вступна лекція[Виголошена 27 квітня 1972 р. Олександром Шафто Дугласом; Видавець: London School of Economics and P; Дата публікації: 1973.ISBN 978-0-85328-019-4 .
- Науковий журнал, жовтень 1970 р. «Комп'ютери в сімдесятих», Олександр «Сенді» Дуглас.
- Комп'ютерні мережі, Том 5, 1981, стор. 9–14. «Комп'ютери та комунікації у 1980-х: переваги та проблеми», Олександр С. Дуглас
- Сенді Дуглас, «Деякі спогади про EDSAC I: 1950—1952», IEEE Annals of the History of Computing, том. 1, № 2, стор. 98–99, 208, жовтень 1979.doi:10.1109/MAHC.1979.10018